# Wrzączka
Wrzączka (niem. Wiessefloss) – potok w Sudetach Zachodnich, w zachodniej części Karkonoszy. Prawy dopływ Bielnika.
Wrzączka ma źródła na północnych zboczach Wielkiego Szyszaka, poniżej Śnieżnych Kotłów na wysokości 940 m n.p.m. Płynie na północ. Uchodzi do Bielnika.
Wrzączka odwadnia północne stoki Karkonoszy poniżej Wielkiego Szyszaka i Śnieżnych Kotłów.
Płynie po granicie i jego zwietrzelinie.
Cały obszar zlewni Wrzączki porośnięty jest górnoreglowymi lasami świerkowymi.
W górnym biegu Wrzączkę przecina  czarny szlak turystyczny z Jagniątkowa do Schroniska PTTK „Pod Łabskim Szczytem”.
Według Słownika geografii turystycznej Sudetów Wrzączka jest dopływem Suchej Siklawy, natomiast na mapie Wydawnictwa "Plan" (Mapa turystyczna Karkonosze polskie i czeskie) jest ona dopływem Bielnika.